# شهرك قلعة حق كوتشك (غيفان)
شهرك قلعة حق كوتشك (بالفارسية: شهرک قلعه‌حق کوچک) هي قرية تقع في إيران في قسم غیفان الريفي. يقدر عدد سكانها بـ 396 نسمة .